# خیمنا دوکه
خیمنا دوکه (به اسپانیایی: Ximena Duque) متولد ۳۰ ژانویهٔ ۱۹۸۵ ‏(۴۰ سال) در کالی، واله د کاوکا، کلمبیا، بازیگر کلمبیایی است که در تلموندو بازی می‌کند. او در سریال‌هایی مانند نقاب آنالیا بازی کرده‌است.
او در بازی در همین سریال، در ایران شناخته شده‌است.

## زندگی‌نامه
هنگامی که خیمنا دوکه نوجوان بود، پدر و مادرش از هم طلاق گرفتند و او با مادرش به میامی نقل مکان کرد. او تحصیلات خود را در همین شهر به پایان رساند و بازیگر سریال‌های تلموندو شد. او برای بازی در سریال لس ویکتوریانوس به کلمبیا نقل مکان کرد و برای بازیگری دوباره به میامی بازگشت. او هم‌اکنون در میامی زندگی می‌کند و در حال حاضر یکی از شخصیت‌های اصلی سریال قلب شجاع به عنوان سامانتا است که در حال فیلمبرداری است.

## فیلم شناسی
| سال         | مجموعهٔ تلویزیونی  | نقش                     |
| ----------- | ----------------- | ----------------------- |
| ۲۰۱۲        | دلاور             | سامانتا ساندووال ناوارو |
| ۲۰۱۱        | خانهٔ همسایه       | کارولا کنده             |
| ۲۰۱۰        | کسی که نگاه می‌کند | کامیلا وود              |
| ۲۰۱۰        | فداکاری زنان      | ماریا گراسیا            |
| ۲۰۰۹        | مصیبت بلا         | آنجلینا                 |
| ۲۰۰۹        | ویکتورینوس        | دیانا گالاردو           |
| ۲۰۰۸        | والریا            | آنا لوسیا هیدالگو       |
| ۲۰۰۸        | نقاب آنالیا       | کامیلا مونکادا          |
| ۲۰۰۷        | گناهان دیگران     | ماریا آگوئیلار          |
| ۲۰۰۷ - ۲۰۰۵ | تصمیم گیری        | نقش‌های مختلف            |